# Thomas Hébert
Pour les articles homonymes, voir Hébert.
Pas d'image ? Cliquez ici

a Compétitions nationales et continentales officielles uniquement.

Dernière mise à jour le 29 août 2023.
Thomas Hébert, né le 18 février 2000, est un joueur français de rugby à XV. Il évolue au poste de troisième ligne aile au Biarritz olympique en Pro D2.

## Biographie
Thomas Hébert débute le rugby à XV à Cahors, où il évolue durant dix ans avant de rejoindre le centre de formation du Stade toulousain. En 2021, il est capitaine de l'équipe espoir qui remporte le championnat de France de sa catégorie.
Il signe dans la foulée un contrat espoir au Biarritz olympique, dont il devient capitaine de l’équipe première pour la saison 2023-2024.

## Palmarès
- Vainqueur du Championnat de France espoir en 2021 avec le Stade toulousain.